# Specker Mühle
Die Specker Mühle war eine am Mühlenbach gelegene Wassermühle in Nettetal-Schaag mit einem unterschlächtigen Wasserrad.

## Geographie
Die Specker Mühle stand am Mühlenbach, einem Zufluss der Nette und hatte ihren Standort im Stadtteil Schaag in der Stadt Nettetal. Das Gelände hat eine Höhe von ca. 46 m über NN.
Die Pflege und Unterhaltung des Mühlbachs obliegt dem Netteverband.

## Geschichte
Die Specker Mühle lag am Oberlauf des Mühlenbaches und wurde 1503 urkundlich erwähnt. Die Mühle war ein Zubehör des Lehngutes Spilburg und war im Besitz der Herren von Kessel. Sie lag am Bachknick des Mühlenbaches von Speck auf Berg zu. Die Mühle hatte keine nennenswerte Bedeutung und litt unter Wassermangel. Die Mahlmühle wurde schon vor 1700 wegen Baufälligkeit niedergelegt.